# Franz von Spee (Politiker)
Franz Friedrich August Pascalis Reichsgraf von Spee (* 11. April 1841 in Düsseldorf; † 7. März 1921 auf Schloss Heltorf) war ein deutscher Rittergutsbesitzer und Politiker aus dem Adelsgeschlecht Spee.

## Leben
Von Spee war der älteste Sohn des Rittergutsbesitzers August von Spee (* 18. April 1813 in Düsseldorf; † 23. August 1882 auf Schloss Heltorf) und dessen erster Ehefrau Franziska Maria Theresia Amalie Leopoldine Michaela geborene Gräfin von Brühl (* 13. Juli 1818; † 25. November 1844 in Düsseldorf). Er war katholisch und heiratete am 17. September 1867 Anna Gräfin Droste zu Vischering von Nesselrode-Reichenstein (* 15. November 1843; † 29. März 1900 auf Schloss Heltorf).
Er besuchte ab 1855 die Rheinische Ritterakademie Bedburg und legte dort 1861 die Reifeprüfung ab. Von 1862 bis 1865 studierte er in Innsbruck und Bonn Rechts- und Kameralwissenschaften. Danach diente er als Einjährig-Freiwilliger im 4. Westfälischen Landwehrregiment Nr. 17 und wurde dort am 24. Juli 1866 zum Sekondeleutnant befördert. Er war 1866 bei der Kavallerie des I. Aufgebotes des Landwehr-Bataillons Düsseldorf Teilnehmer im Deutschen Krieg. Er kommandierte das 2. Westfälische Husaren-Regiment Nr. 11 bevor er 1875 seinen Abschied nahm.
Von Spee war Rittergutsbesitzer. Er war Besitzer von Godenhausen und ab 1884 des Familienfideikommisses Heltorf. Von 1879 bis 1881 war er Bürgermeister von Cromford. Von 1896 bis 1906 gehörte er den Gemeinderäten von Friemersheim, Mintard, Oberpleis und Rees an. 1871 nahm er als Vertreter des Fürsten zu Solms-Braunfeld am Provinziallandtag der Rheinprovinz teil. Von 1872 bis 1874 war er stellvertretendes Mitglied des Provinziallandtags. Bei beiden Sitzungen des Provinziallandtags im Jahr 1875 wurde er als Stellvertreter einberufen. Von 1879 bis 1882 war er gewähltes Mitglied des Provinziallandtags im Stand der Ritterschaft der Regierungsbezirke Koblenz/Trier/Köln. 1899 wurde er Mitglied im Preußischen Herrenhaus.

## Auszeichnungen
Er war königlich preußischer Kammerherr. 1897 wurde er Schlosshauptmann von Düsseldorf und 1909 Schlosshauptmann von Brühl. 1867 erhielt er das Erinnerungskreuz für Kombattanten und 1876 die Landwehr-Dienstauszeichnung 2. Klasse. 1869 wurde er Ehrenritter des souveränen Malteser-Ritterordens. 1899 wurde er mit der Kaiser-Wilhelm-Gedächtnismedaille und 1901 mit dem Kronenorden 2. Klasse ausgezeichnet. 1905 erhielt er das Prädikat Exzellenz. Daneben war er Inhaber des Fürstlich Hohenzollernschen Ehrenkreuz 1. Klasse, dem päpstlichen Orden vom Goldenen Sporn und dem Großkreuz des Pius-Ordens.